# Komisja do Ustalania Nazw Kolejowych
Komisja do Ustalania Nazw Kolejowych – pierwsza po zakończeniu II wojny światowej komisja mająca na celu ustalenie polskich nazw stacji i przystanków kolejowych na Ziemiach Odzyskanych.
Komisja zawiązała się 13 kwietnia 1945 z inicjatywy Bolesława Czwójdzińskiego wśród pracowników Dyrekcji Kolei w Poznaniu. W skład komisji wchodzili: Marian Mika, Edward Długosz, Stefan Mączyński, Piotr Owca, Jarosław Śluzara i Bolesław Czwójdziński. Tego samego dnia rozpatrzono do przyjęcia 170 nazw stacji kolejowych na szesnastu odcinkach linii z terenu Ziem Odzyskanych. Później komisja współpracowała z językoznawcami i historykami. W ciągu miesiąca nadano nazwy wszystkim stacjom na terenach włączonych do Polski w 1945.